# Ceberio
Ceberio (oficialmente en euskera: Zeberio) es una villa y un municipio español de la provincia de Vizcaya, perteneciente a la comunidad autónoma del País Vasco. Tiene una población de 1081 habitantes (INE 2024) y una superficie de 47,15 km². Se localiza en la comarca de Arratia-Nervión.

## Geografía
El municipio abarca el valle de Ceberio. La localidad limita con los siguientes municipios: al norte, con Zarátamo, Usánsolo y Vedia; al noreste, con Yurre; al este, con Aránzazu y Artea; al sur, con Orozco; al oeste, con Arrancudiaga y Miravalles, y al noroeste, con Arrigorriaga.

## Historia
Hacia mediados del siglo XIX, el lugar era referido como una anteiglesia ya por entonces con ayuntamiento propio. Aparece descrito en el sexto volumen del Diccionario geográfico-estadístico-histórico de España y sus posesiones de Ultramar de Pascual Madoz con las siguientes palabras:

CEBERIO ú OLABARRIETA: anteigl. de la merind. de Arratia, en el valle de Ceberio (V.), donde queda descrita con toda estension. Se presume haberse titulado de Olabarrieta por la proximidad á la ferr. del mismo nombre, fundada hácia el año 1100 (época inmediata á la construccion de la igl. parr.) por Ochoa Ariz y Grazi Ruiz de Munditibar, su consorte, con el favor y ayuda de los arratianos; mas viéndose aquel poderoso, se levantó contra los bienhechores, quienes sentidos de su ingratitud, incendiaron la casa de Olabarrieta, donde pereció Ochoa con 47 de su linage y bando: la ferr. llamada al presente Olabarri, se reedificó en el año 1375 y la igl. parr. fué tambien reconstruida á principios del siglo XVII, bajo la forma que tiene en la actualidad: es de una nave de 112 pies de larga y 44 de ancha; tiene 4 capillas y 8 altares.
(Madoz, 1847, p. 278)

El nombre Ceberio o Zeberio puede proceder tanto de Severino como de Ceferino.

## Demografía
Ceberio cuenta con una población de 1081 habitantes (INE 2024).
| Gráfica de evolución demográfica de Ceberio entre 1842 y 2021 |
| |
| Población de derecho según los censos de población del INE Población de hecho según los censos de población del INEEn estos censos se denominaba Ceberio: 1842, 1857, 1860, 1877, 1887, 1897, 1900, 1910, 1920, 1930, 1940, 1950, 1960, 1970 y 1981 |

## Administración y política

### Gobierno municipal
| Partido político                                              | 2023  | 2023  | 2023       | 2019  | 2019  | 2019       | 2015  | 2015  | 2015       | 2011  | 2011  | 2011       | 2007 | 2007  | 2007       |
| Partido político                                              | %     | Votos | Concejales | %     | Votos | Concejales | %     | Votos | Concejales | %     | Votos | Concejales | %    | Votos | Concejales |
| Euskal Herria Bildu (EH Bildu)-Bildu                          | 50,00 | 351   | 5          | 41,56 | 293   | 4          | 48,15 | 338   | 4          | 49,64 | 344   | 5          | —    | —     | —          |
| Euzko Alderdi Jeltzalea-Partido Nacionalista Vasco (EAJ-PNV)  | 48,43 | 340   | 4          | 56,02 | 395   | 5          | 49,15 | 345   | 5          | 47,47 | 329   | 4          | 88,4 | 381   | 9          |
| Partido Socialista de Euskadi-Euskadiko Ezkerra (PSE-EE PSOE) | 0,14  | 1     | 0          | 0,42  | 3     | 0          | 0,14  | 1     | 0          | 1,01  | 7     | 0          | 3,25 | 14    | 0          |
| Partido Popular del País Vasco (PP)                           | —     | —     | —          | 0,28  | 2     | 0          | 0,28  | 2     | 0          | 0,87  | 6     | 0          | 1,39 | 6     | 0          |

### Organización territorial
El municipio está conformado, según el Instituto Nacional de Estadística, por las entidades de población de Ametzola, Arkulanda, Aresandiaga (que incluye los núcleos de Arbildu y Saldarian), Argiñao, Areiltza-Olatzar, Ermitabarri-Ibarra, Gezala, Solatxi, Uriondo y Zubialde.